# Zrinka Bralo
Zrinka Bralo (ur. w maju 1967) – działaczka, dziennikarka, od 2001 pełni funkcję dyrektorki generalnej organizacji Migrant Organise (znanej wcześniej pod nazwą Migrant and Refugee Communities Forum). Zrinka Bralo założyła również Women on the Move Awards, organizację, która celebruje osiągnięcia migrantek oraz uchodźczyń. Zdobyła również dwie nagrody za swoją działalność – Voices of Courage Awards w 2011, która została jej nadana za jej działalność na rzecz uchodźców w strefach miejskich oraz Churchill Fellow w 2014.

## Życie prywatne
Zrinka urodziła się w Sarajewie w Bośni i Hercegowinie. Wojna w Bośni rozpoczęła się, gdy Zrinka miała 25 lat, Podczas oblężenia w Sarajewie w latach 1992–1995 pracowała jako dziennikarka. Ze względu na konflikt przeniosła się do Wielkiej Brytanii w 1993. Status uchodźczyni udało się jej uzyskać ze względu na jej działalność dziennikarską. Uzyskała stypendium pozwalające jej kontynuować studia.

## Działalność
Działalność Zrinki Bralo w organizacji Migrant and Refugee Communities Forum doprowadziła do zmiany modelu, na którym oparta jest organizacja, co również doprowadziło do zmiany marki i zmiany nazwy organizacji na Migrants Organise.
W północnej Bośni udało jej się również pomóc w założeniu organizacji o nazwie „Most Mira” (pl. most do pokoju), która zajmuje się koordynowaniem festiwalów artystycznych dla dzieci walczących z traumą powojenną.
Zrinka Bralo pisała artykuły dla The Guardian, OpenDemocracy i The Huffington Post. Zrinka pisze głównie artykuły o sytuacji uchodźców.